# I Classici del Giallo Mondadori dal 1001 al 1100
|  | I 100 precedenti: I Classici del Giallo Mondadori dal 901 al 1000 |

## Dal N.1001 al N.1100
| N.   | Titolo italiano                              | Autore                               | Titolo originale                               | Anno originale | Pubblicazione |
| ---- | -------------------------------------------- | ------------------------------------ | ---------------------------------------------- | -------------- | ------------- |
| 1001 | I tre giusti                                 | Edgar Wallace                        | (The Three Just Men)                           | 1926           | 2004          |
| 1002 | Aiuto, Poirot!                               | Agatha Christie                      | (The Murder On the Links)                      | 1923           | 2004          |
| 1003 | Amelia Peabody e la tomba perduta            | Elizabeth Peters                     | (The Hippopotamus Pool)                        | 1991           | 2004          |
| 1004 | Morte presunta                               | Dorothy L. Sayers e Jill Paton Walsh | (A Presumption of Death)                       | 2002           | 2004          |
| 1005 | Il mondo dopo la notte                       | Charles Todd                         | (A Test of Wills)                              | 1996           | 2004          |
| 1006 | Le tre bare                                  | John Dickson Carr                    | (The Three Coffins)                            | 1935           | 2004          |
| 1007 | Sapore di paura                              | Margaret Millar                      | (Taste of Fears)                               | 1945           | 2004          |
| 1008 | L'albero del delitto                         | Paul Halter                          | (L'Arbre aux Doigts Tordus)                    | 1996           | 2004          |
| 1009 | Lo scialle cinese                            | Patricia Wentworth                   | (The Chinese Shawl)                            | 1943           | 2003          |
| 1010 | L'affare D'Arblay                            | Richard Austin Freeman               | (The D'Arblay Mystery)                         | 1926           | 2004          |
| 1011 | Il santuario dei delitti                     | C.L. Grace                           | (A Shrine of Murders)                          | 1993           | 2004          |
| 1012 | I dodici enigmi                              | Parnell Hall                         | (A Puzzle in a Pear Tree)                      | 2002           | 2004          |
| 1013 | Perry Mason e la banconota da 10.000 dollari | Erle Stanley Gardner                 | (The Case of the Baited Hookt)                 | 1940           | 2004          |
| 1014 | La medium di Southampton Row                 | Anne Perry                           | (Southampton Row)                              | 2002           | 2004          |
| 1015 | Breve ritorno                                | Mignon G. Eberhart                   | (Brief Return)                                 | 1938           | 2004          |
| 1016 | Il canto del cigno                           | Edmund Crispin                       | (Swan Song)                                    | 1947           | 2004          |
| 1017 | La chiave del delitto                        | Anthony Boucher                      | (The Case of the Solid Key)                    | 1941           | 2004          |
| 1018 | Il gatto fiuta la pista                      | Rita Mae Brown & Sneaky Pie          | (Cat on the Scent)                             | 1998           | 2004          |
| 1019 | Morte in seminario                           | P.D. James                           | (Death in Holy Orders)                         | 2001           | 2004          |
| 1020 | La poltrona n. 30                            | Ellery Queen                         | (The Roman Hat Mystery)                        | 1929           | 2004          |
| 1021 | Vacanze all'inferno                          | Patrick Quentin                      | (The Follower)                                 | 1950           | 2004          |
| 1022 | Sangue freddo                                | Leo Bruce                            | (Cold Blood)                                   | 1952           | 2004          |
| 1023 | Nero Wolfe, difenditi!                       | Rex Stout                            | (The Mother Hunt)                              | 1963           | 2004          |
| 1024 | Il gatto che andava al cinema                | Lilian Jackson Braun                 | (The Cat Who Brought Down the House)           | 2003           | 2004          |
| 1025 | Amelia Peabody e il sepolcro inesistente     | Elizabeth Peters                     | (Seeing a Large Cat)                           | 1997           | 2004          |
| 1026 | Il sovrintendente e la tomba senza nome      | Marjorie Eccles                      | (Untimely Graves)                              | 2001           | 2004          |
| 1027 | L'eredità Devereaux                          | Norman Russell                       | (The Devereaux Inheritance)                    | 2000           | 2004          |
| 1028 | Quattro armi false                           | John Dickson Carr                    | (The Four False Weapons)                       | 1937           | 2004          |
| 1029 | Il terrore viene per posta                   | Agatha Christie                      | (The Moving Finger)                            | 1942           | 2004          |
| 1030 | La levatrice di St. Mark's Place             | Victoria Thompson                    | (Murder on St. Mark's Place)                   | 2000           | 2004          |
| 1031 | La morte bussa in tempo                      | Elizabeth Ferrars                    | (Murder in Time)                               | 1953           | 2004          |
| 1032 | Il diavolo nella cattedrale                  | Edmund Crispin                       | (Holy Disorders)                               | 1946           | 2004          |
| 1033 | Peter Wimsey e il cadavere sconosciuto       | Dorothy L. Sayers                    | (Whose Body?)                                  | 1923           | 2004          |
| 1034 | I dodici colpi dell'orologio                 | Patricia Wentworth                   | (The Clock Strikes Twelve)                     | 1944           | 2004          |
| 1035 | La casa delle metamorfosi                    | Ellery Queen                         | (Halfway House)                                | 1936           | 2004          |
| 1036 | Perry Mason e il cliente povero              | Erle Stanley Gardner                 | (The Case of the Hesitant Hostess)             | 1953           | 2004          |
| 1037 | Tragica promessa                             | Anne Perry                           | (A Breach of Promise)                          | 1998           | 2004          |
| 1038 | L'occhio di Dio                              | C.L. Grace                           | (The Eye of God)                               | 1994           | 2004          |
| 1039 | I delitti dell'unicorno                      | Carter Dickson                       | (The Unicorn Murders)                          | 1935           | 2004          |
| 1040 | Amelia Peabody e il libro dei morti          | Elizabeth Peters                     | (The Ape Who Guards the Balance)               | 1998           | 2004          |
| 1041 | Nero Wolfe e il morto che parla              | Rex Stout                            | (Silent Speaker)                               | 1946           | 2004          |
| 1042 | Fermate il boia                              | Agatha Christie                      | (Mrs Mcginty's Dead)                           | 1952           | 2005          |
| 1043 | Diario di un assassino                       | Leo Bruce                            | (Such is Death)                                | 1963           | 2005          |
| 1044 | Morte a palazzo                              | Deryn Lake                           | (At St. James's Palace)                        | 2002           | 2005          |
| 1045 | Perry Mason e il messaggio cifrato           | Erle Stanley Gardner                 | (The Case of the Empty Tin)                    | 1941           | 2005          |
| 1046 | Ellery Queen e la parola chiave              | Ellery Queen                         | (Face to Face)                                 | 1967           | 2005          |
| 1047 | L'incendio nella brughiera                   | Freeman Wills Crofts                 | (Inspector French and the Starvel Tragedy)     | 1927           | 2005          |
| 1048 | Ritornello di morte                          | Edmund Crispin                       | (Buried for Pleasure)                          | 1948           | 2005          |
| 1049 | Delitto dal passato                          | Charles Todd                         | (Legacy of the Dead)                           | 2000           | 2005          |
| 1050 | Qualcosa deve accadere                       | Mignon G. Eberhart                   | (Escape the Night)                             | 1944           | 2005          |
| 1051 | Il diritto di morire                         | Rex Stout                            | (A Right to Die)                               | 1964           | 2005          |
| 1052 | Amelia Peabody e il falso scarabeo           | Elizabeth Peters                     | (The Falcon at the Portal)                     | 1999           | 2005          |
| 1053 | L'amante egiziana                            | Anne Perry                           | (Seven Dials)                                  | 2003           | 2005          |
| 1054 | Delitto a bordo                              | John Dickson Carr                    | (The Blind Barber)                             | 1934           | 2005          |
| 1055 | La finestra sulla notte                      | Mary Roberts Rinehart                | (The Window at the White Cat)                  | 1910           | 2005          |
| 1056 | Assassinio in cantina                        | Anthony Berkeley                     | (Murder in the Basement)                       | 1932           | 2005          |
| 1057 | Mercato nero                                 | Bruce Alexander                      | (Smuggler's Moon)                              | 2001           | 2005          |
| 1058 | Per morte innaturale                         | Dorothy L. Sayers                    | (Unnatural Death)                              | 1927           | 2005          |
| 1059 | Un fantasma ha ucciso                        | Hillary Waugh                        | (Sleep Long, my Long)                          | 1959           | 2005          |
| 1060 | L'omicidio di Geraldine Foster               | Anthony Abbot                        | (About the Murder of Geraldine Foster)         | 1931           | 2005          |
| 1061 | La traccia del gatto                         | Rita Mae Brown e Sneaky Pie          | (The Tail of the Tip-off)                      | 2003           | 2005          |
| 1062 | La febbre dell'ottone                        | Ellery Queen                         | (The House of Brass)                           | 1968           | 2005          |
| 1063 | La testa di creta                            | Nicholas Blake                       | (Head of a Traveler)                           | 1949           | 2005          |
| 1064 | La valle delle ombre                         | Deryn Lake                           | (Death in the Valley of Shadows)               | 2003           | 2005          |
| 1065 | La mano invisibile                           | John Rhode                           | (Invisible Weapons)                            | 1938           | 2005          |
| 1066 | Il segreto della grande Clara                | Patrick Quentin                      | (Death for Dear Clara)                         | 1937           | 2005          |
| 1067 | Pietà per la sposa                           | Helen Reilly                         | (Lament for the Bride)                         | 1951           | 2005          |
| 1068 | Omicidio sotto la luna                       | Edmund Crispin                       | (The Glimpses of the Moon)                     | 1977           | 2005          |
| 1069 | Il carico d'avorio                           | Anne Perry                           | (The Shifting Tide)                            | 2004           | 2005          |
| 1070 | Il mistero delle penne di pavone             | Carter Dickson                       | (The Peacock Feather Murders)                  | 1937           | 2005          |
| 1071 | Nero Wolfe: invito a un'indagine             | Rex Stout                            | (Death of a Doxy)                              | 1966           | 2005          |
| 1072 | L'occhio del labirinto                       | C.L. Grace                           | (A Maze of Murders)                            | 2003           | 2005          |
| 1073 | La chiave in tasca                           | Patricia Wentworth                   | (The Key)                                      | 1944           | 2005          |
| 1074 | Perry Mason e la moglie assonnata            | Erle Stanley Gardner                 | (The Case of the Half-Wakened Wife)            | 1945           | 2005          |
| 1075 | Il gatto che andava ai party                 | Lilian Jackson Braun                 | (The Cat who Talked Turkey)                    | 2004           | 2005          |
| 1076 | Sorpresa a mezzogiorno                       | Ellery Queen                         | (The French Powder Mystery)                    | 1930           | 2005          |
| 1077 | Il veleno di Wychford                        | Anthony Berkeley                     | (The Wychford Poisoning Case)                  | 1926           | 2005          |
| 1078 | L'amante del reverendo                       | Anthony Abbot                        | (About the Murder of the Clergyman's Mistress) | 1931           | 2005          |
| 1079 | L'omicidio di Norton Manor                   | Georgette Heyer                      | (Why Shoot a Butler?)                          | 1933           | 2005          |
| 1080 | La parola alla difesa                        | Agatha Christie                      | (Cypress)                                      | 1940           | 2005          |
| 1081 | Ragnatele                                    | Margaret Millar                      | (Spider Webs)                                  | 1986           | 2005          |
| 1082 | Il negozio fantasma                          | Edmund Crispin                       | (The Moving Toyshop)                           | 1946           | 2005          |
| 1083 | La verità sul fondo                          | Charles Todd                         | (Watchers of Time)                             | 2001           | 2005          |
| 1084 | Delitto da mille e una notte                 | John Dickson Carr                    | (The Arabian Nights Murder)                    | 1936           | 2005          |
| 1085 | Omicidio al museo delle cere                 | Harold Schechter                     | (The Hum Bug)                                  | 2001           | 2005          |
| 1086 | Nero Wolfe e una figlia in cerca di padre    | Rex Stout                            | (The Father Hunt)                              | 1968           | 2005          |
| 1087 | L'omicidio di Atlantide                      | Paul Halter                          | (Le géant de Pierre)                           | 1998           | 2005          |
| 1088 | Atroce dubbio                                | Elizabeth Ferrars                    | (Unreasonable Doubt)                           | 1958           | 2005          |
| 1089 | La verità perduta                            | Dana Cameron                         | (A Fugitive Truth)                             | 2004           | 2005          |
| 1090 | Il giudice scioglie il nodo                  | Erle Stanley Gardner                 | (The D.A. Breaks an Egg)                       | 1949           | 2005          |
| 1091 | Omicidio al tramonto                         | Deryn Lake                           | (Death in the Setting Sun)                     | 2004           | 2005          |
| 1092 | La traccia del veleno                        | John Rhode                           | (Poison for 1)                                 | 1934           | 2005          |
| 1093 | Colpo di grazia                              | Ellery Queen                         | (The Finishing Stroke)                         | 1958           | 2005          |
| 1094 | Le mie defunte mogli                         | Carter Dickson                       | (My Late Wives)                                | 1946           | 2006          |
| 1095 | L'isola                                      | Margery Allingham                    | (Mystery Mile)                                 | 1930           | 2006          |
| 1096 | Il villaggio del silenzio                    | Georgette Heyer                      | (Death in the Stocks)                          | 1935           | 2006          |
| 1097 | Il libro dei segreti                         | C.L. Grace                           | (A Feast of Poison)                            | 2004           | 2006          |
| 1098 | Quella bomba di Nero Wolfe                   | Rex Stout                            | (Please Pass the Guilt)                        | 1973           | 2006          |
| 1099 | Il diavolo in campagna                       | Mary Fitt                            | (Death and the Pleasant Voices)                | 1946           | 2006          |
| 1100 | Morte in Kashmir                             | M.M. Kaye                            | (Death in Kashmir)                             | 1984           | 2006          |

|  | I 100 successivi: I Classici del Giallo Mondadori dal 1101 al 1200 |